# Герман Горн Йоганнессен
Герман Горн Йоганнессен (норв. Herman Horn Johannessen, 4 квітня 1964) — норвезький яхтсмен.
Бронзовий призер Олімпійських Ігор 2000 року в класі Солінґ, учасник 1988 року.